# Wiezikon
Wiezikon (toponimo tedesco) è una frazione del comune svizzero di Sirnach, nel Canton Turgovia (distretto di Münchwilen).

## Storia

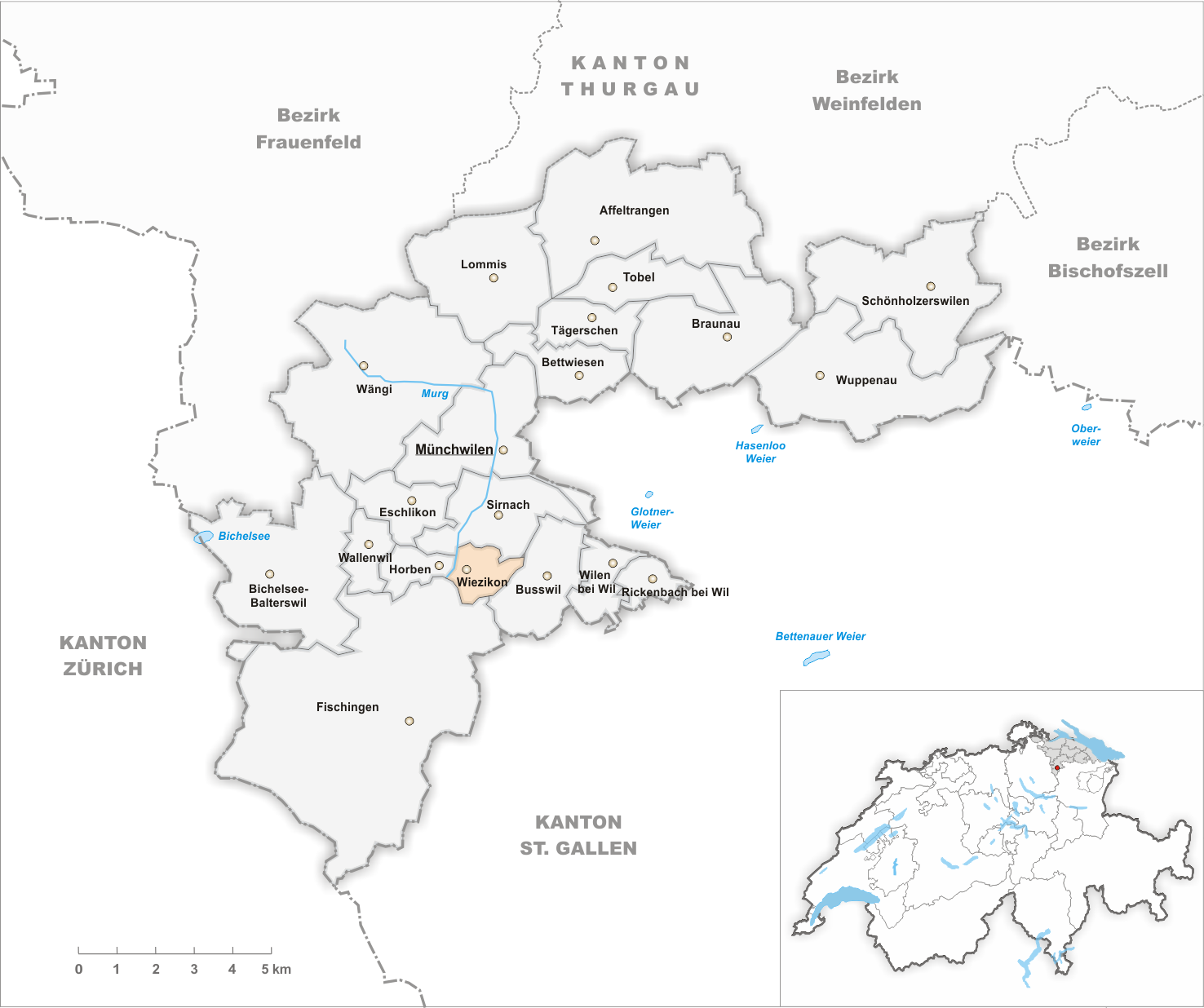
Il territorio del comune di Wiezikon prima degli accorpamenti comunali del 1997

Già comune autonomo (Ortsgemeinde) che comprendeva anche le frazioni di Rütibach e Weiherhof, nel 1997 è stato aggregato al comune di Sirnach assieme agli altri comuni soppressi di Busswil e Horben bei Sirnach.

## Società

### Evoluzione demografica
L'evoluzione demografica è riportata nella seguente tabella:
Abitanti censiti

## Amministrazione
Ogni famiglia originaria del luogo fa parte del cosiddetto comune patriziale e ha la responsabilità della manutenzione di ogni bene ricadente all'interno dei confini della frazione.